# 西瀧澤站
西瀧澤站（日语：／ Nishi-Takisawa eki */?）是位於秋田縣由利本莊市蟹澤，由利高原鐵道的鳥海山麓線車站。
車站啟用當時位於西瀧澤村，日文讀法為（にしたきざわ），而車站名稱的讀法為，沒有濁音。

## 歷史
- 1937年（昭和12年）12月15日：鐵道省（國鐵）矢島線車站啟用，當時位於由利郡（日语：由利郡）西瀧澤村（日语：西滝沢村）[1]。為該線的終點站。
- 1938年（昭和13年）10月21日：矢島線延羽後矢島站一方延伸，成為中途車站。
- 1965年（昭和40年）4月：成為業務委託車站[2]。
- 1971年（昭和46年）10月1日：成為無人車站（但是日間設有車站職員當值）[3]（簡易委託化）。
- 1972年（昭和47年）6月1日：成為簡易委託車站，委托者為農協[4]。
- 1985年（昭和60年）10月1日：由利高原鐵道接管矢島線，成為由利高原鐵道鳥海山麓線車站。
- 日期不詳：終止簡易委託。
- 2003年（平成15年）12月25日：車站大樓翻新[5]。

## 車站構造
此站是地面車站，設有1面1線的單式月台。此站是無人車站。

## 使用狀況
| 1日上落車人次 | 1日上落車人次 |
| 年度          | 1日平均人次   |
| ------------- | ------------- |
| 2011年        | 61            |
| 2012年        | 64            |
| 2013年        | 60            |
| 2014年        | 64            |
| 2015年        | 50            |
| 2016年        | 58            |
| 2017年        | 63            |
| 2018年        | 60            |

## 車站周邊
- 子吉川（日语：子吉川）
- 西瀧澤郵局
- 羽後交通西瀧澤巴士站
- 國道108號
  - 秋田縣道293號西瀧澤館線（日语：秋田県道293号西滝沢館線）

## 相鄰車站
由利高原鐵道
鳥海山麓線
久保田－西瀧澤－吉澤

## 注腳
1. 1 2  「鐵道省告示第168号」『官報』1937年12月09日（國立國會圖書館數碼化收藏）
2. ↑  “業務委託駅に 子吉駅など五つ 秋鉄 来年四月から実施” 秋田魁新報 (秋田魁新報社): p5. (1964年10月17日 夕刊)
3. ↑  “陳情攻勢で“無人化”が後退 秋鉄局 日中だけ駅員配置 ただし本年度いっぱい” 秋田魁新報 (秋田魁新報社): p12. (1971年9月29日 朝刊)
4. ↑  「北金岡も“農協駅に”」 秋田魁新報 (秋田魁新報社): p11. (1972年5月3日 朝刊)
5. ↑  . RAIL FAN (鐵道友之會). 2004-03-01, 51 (3): 24 （日语）.
6. ↑  国土数値情報(駅別乗降客数データ)2011-2015年  （页面存档备份，存于）（日語） - 國土交通省，2020年8月30日參閲
7. ↑  国土数値情報(駅別乗降客数データ)  （页面存档备份，存于）（日語） - 國土交通省，2020年9月12日參閲

## 外部連結
- 西瀧澤站 （页面存档备份，存于）（日語）（各站資訊） - 由利高原鐵道